# Rejon starodubowski
Rejon starodubowski (ros. Стародубский район) – rejon w Rosji, w obwodzie briańskim, ze stolicą w Starodubiu. Od południa graniczy z Ukrainą.

## Historia
Ziemie obecnego rejonu starodubowskiego w latach 1508–1514 i 1611–1667 znajdowały się w województwie smoleńskim, w Rzeczypospolitej Obojga Narodów. W 1618 Starodub został siedzibą powiatu. Od 1667 w granicach Rosji.

## Bibliografia

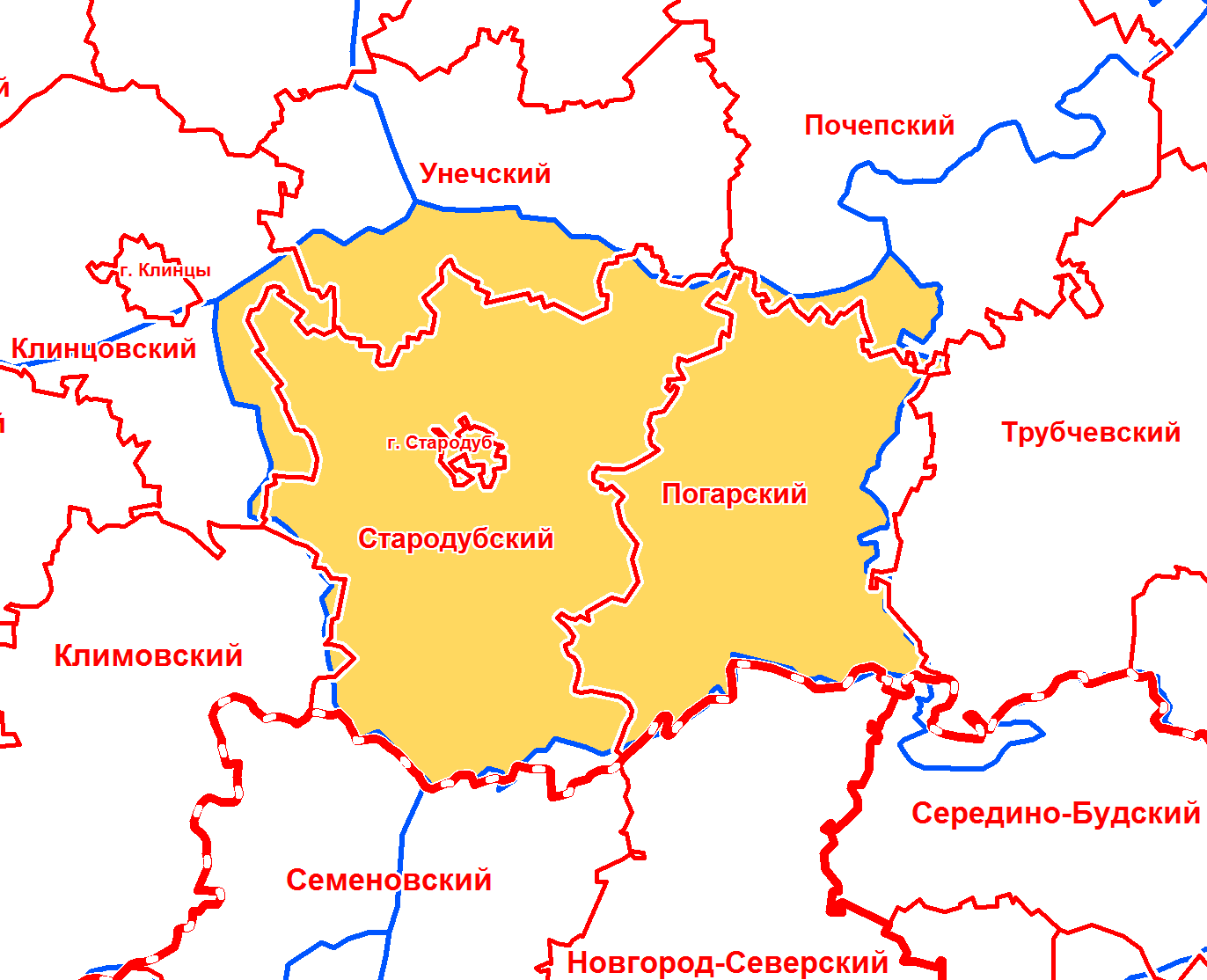
Powiat (ujezd) starodubowski w czasach carskich na tle granic współczesnych rejonów